# Ziryab
Abu al-Hasan 'Ali Zaryab (persiska och arabiska: أبوالحسن علي ابن نافع, kurdiska: Ebû Hesen Elî Zorab), född 789, död 857, var en kurdisk polyhistor, musikolog, astronom, botaniker, kosmetolog och modedesigner. Hans smeknamn "Zaryab" kommer från persiskans ord för blåskrika (زرياب), och uttalas "Zaryāb".
Zaryab uppnådde först berömmelse var vid det abbasidiska hovet i Bagdad, hans födelseplats, som artist och elev till den store persiske musikern och kompositören Ebrahim Mousali. Han verkade vid den umayyadiska hovet i Cordoba under Abd al-Rahman II. Han grundade Spaniens första musikaliska akademi och skönhetsinstitut. Han introducerade även det iranska nyårsfirandet nouruz, på den iberiska halvön och lutan som är ursprunget till gitarren.